# Орден «За заслуги» (Болгарія)
Орден «За заслуги» (болг. Орден «За заслуга») — державна нагорода Болгарії, заснована 25 грудня 1881 року указом князя Олександра І Баттенберга.

## Положення про нагороду
|  | Орденом «За заслуги» нагороджуються військовослужбовці офіцерських звань за заслуги у військовий (зі стрічкою ордена «За хоробрість») та мирний час (зі стрічкою ордена «Святий Олександр»). |

## Опис
Існують три емісії з двома різновидами в кожній. Знаки ордена кожної з емісій виготовлялися зі срібла і являють собою круглий медальйон, обрамлений лавровим вінком, діаметром 34 мм. На лицьовій стороні зображений образ царюючого монарха, а на зворотному боці — коронований болгарський лев на німецькому готичному щиті. По боках щита — лаврові гілки і напис «За заслуга». Медальйон накладений на схрещені мечі. При різних емісіях зустрічаються відмінності в товщині шрифту, ширині вінка та формі щита.

## Знаки ордену
I-ша Баттенбергівська емісія
- Перша Баттенбергівська емісія
- Друга Баттенбергівська емісія

II-га Фердинандівська емісія
- Княжа Фердинандівська емісія
- Царська Фердинандівська емісія

III-тя Борисівська емісія
- Перша Борисівська емісія
- Друга Борисівська емісія